# Sun Chen
Sun Chen (232-18 de enero de 259), nombre de cortesía Zitong, fue un general militar y regente del estado de Wu Oriental durante el período de los Tres Reinos de China. Gobernó como regente durante los reinados de los emperadores Sun Liang y Sun Xiu. Su conflicto con Sun Liang finalmente lo llevó a deponer al emperador en favor de Sun Xiu. Sin embargo, posteriormente fue asesinado por Sun Xiu en un golpe de Estado.

## Como regente
Sun Chen y su predecesor Sun Jun eran primos; ambos eran bisnietos del tío del emperador fundador Sun Quan, Sun Jing, y nietos de Sun Gao (孙暠). Se sabe muy poco sobre su carrera hasta la repentina enfermedad de Sun Jun en 256, cuando este decidió transferir su poder a Sun Chen. Sun Jun murió poco después y Sun Chen se convirtió en regente. El general Lü Ju estaba enojado por el desarrollo de los acontecimientos, ya que Sun Jun estaba resentido por su estilo dictatorial y su falta de logros, y, junto con el ministro Teng Yin, intentó derrocar a Sun Chen. Sun Chen contraatacó militarmente y sus fuerzas derrotaron a Teng Yin y Lü Ju. Teng Yin y su clan fueron ejecutados mientras Lü Ju se suicidó. Gracias a la derrota de Teng Yin y Lü Ju, Sun Chen comenzó a volverse extremadamente arrogante.

## Tercera rebelión en Shouchun
En 257, a la edad de 14 años, Sun Liang comenzó a manejar personalmente algunos asuntos importantes de Estado. Estableció un cuerpo de guardia personal, integrado por jóvenes y oficiales de edad similar a la suya, manifestando que tenía la intención de crecer con ellos. A veces también cuestionaba las decisiones de Sun Chen. Sun Chen empezó a sentirse algo aprensivo hacia el joven emperador.
Más tarde ese año, el general de Cao Wei, Zhuge Dan, creyendo que el regente Wei Sima Zhao estaba a punto de usurpar el trono, declaró una rebelión y solicitó la ayuda de Wu. Un pequeño destacamento Wu, dirigido por Wen Qin, un ex general Wei que había desertado a Wu, llegó rápidamente para ayudarlo, pero Sun Chen lideró las fuerzas principales y eligió acampar a gran distancia de Shouchun, donde Zhuge Dan estaba siendo asediado por Sima Zhao, y no hizo nada. Cuando Sun Chen ordenó al general Zhu Yi que intentara relevar a Shouchun con tropas cansadas y desnutridas, Zhu se negó y Sun Chen lo ejecutó, lo que provocó la ira del pueblo, que había admirado las habilidades militares y la integridad de Zhu. Como Sun Chen no pudo hacer nada, la rebelión de Zhuge Dan fracasó en 258 y las tropas de Wen Qin quedaron prisioneras de Wei.
Sun Chen sabía que tanto el pueblo como el joven emperador estaban enojados con él, y decidió no regresar a Jianye, sino que envió a sus confidentes para que se hicieran cargo de las defensas de la capital. Sun Liang se enojó aún más y conspiró con su hermana Sun Luban, el general Liu Cheng (劉丞/劉承), su suegro Quan Shang (全尚) y su cuñado Quan Ji (全記) para derrocar a Sun Chen. Sin embargo, Quan Shang no le ocultó el complot a su esposa, que era prima de Sun Chen, y ella le contó a este. Sun Chen capturó rápidamente a Quan Shang y mató a Liu Cheng, luego rodeó el palacio y obligó a los demás funcionarios a aceptar deponer a Sun Liang, declarando falsamente al pueblo que Sun Liang había sufrido psicosis. Sun Liang fue degradado a la categoría de príncipe, "Príncipe de Kuaiji".

## Caída y muerte
Sun Chen eligió entonces al hermano mayor de Sun Liang, Sun Xiu, el Príncipe de Langye, como nuevo emperador. Sun Xiu, para apaciguar a Sun Chen, añadió cinco condados a su feudo y también creó a sus hermanos marqueses. Sin embargo, Sun Chen pronto tuvo un enfrentamiento con el nuevo emperador por un incidente relativamente pequeño: Sun Chen había llevado carne y vino al palacio, con la intención de festejar con el emperador, pero Sun Xiu rechazó la ofrenda, por lo que Sun Chen llevó la comida y el vino a la casa del general Zhang Bu. Le expresó a Zhang Bu su decepción por la negativa de Sun Xiu, incluyendo un comentario de que tal vez debería elegir otro emperador, y Zhang Bu informó las quejas de Sun Chen a Sun Xiu. Sun Xiu se preocupó por Sun Chen, pero continuó mostrando exteriormente su favoritismo hacia Sun Chen. Sun Chen se preocupó por su posición ante el emperador y ofreció dejar la capital Jianye (actual Nankín) para dirigir la defensa de la capital secundaria Wuchang (en la actual Ezhou, Hubei). Sun Xiu lo aprobó.
Sin embargo, Sun Xiu comenzó a preocuparse de que Sun Chen tomara el control de esa ciudad y se rebelara. Conspiró con Zhang Bu y el general superior Ding Feng para matar a Sun Chen durante el Festival Laba. De alguna manera, la noticia se filtró, pero Sun Chen, aunque aprensivo, incapaz de rechazar a los mensajeros que Sun Xiu envió para invitarlo, se presentó al festival de todos modos, considerando que podría irse con la excusa de que su mansión se había incendiado. Pero no logró irse y fue capturado por los soldados de Ding Feng y Zhang Bu. Sun Chen le rogó a Sun Xiu que le permitiera vivir, ofreciéndole exiliarse a la provincia de Jiao (actual norte de Vietnam) o convertirse en esclavo, pero Sun Xiu se negó, diciéndole a Sun Chen que él no le dio esas opciones a Teng Yin o Lü Ju. Sun Chen fue ejecutado, junto con miembros de su clan. Además, Sun Xiu se sintió tan avergonzado de compartir el clan de Sun Jun y Sun Chen que los desterró póstumamente de la familia Sun, refiriéndose a ellos como Gu Jun (故峻) y Gu Chen (故綝) en su lugar.